# Evangelische Schulen am Firstwald
Die Evangelischen Schulen am Firstwald sind ein evangelisches Schulzentrum mit Internat in Mössingen im Landkreis Tübingen. Träger ist die Schulstiftung der Evangelischen Landeskirche in Württemberg.

## Schulformen
- Aufbaugymnasium ab Klasse 11 für Realschulabsolventen
- Grundschule
- Gymnasium

Firstwald bietet auch eine Ganztagesschule an.

## Geschichte
1957 begann die Geschichte der heutigen Firstwaldschule. Die evangelische Lehrerschaft des Kirchenbezirks Tübingen trug ihren Wunsch nach einem evangelischen Gymnasium auch in Südwürttemberg bei der Evangelischen Landeskirche in Stuttgart vor. 1965 öffnete dann das evangelische Aufbau-Gymnasium als Heimschule, wobei die Bauarbeiten zu diesem Zeitpunkt bei weitem noch nicht abgeschlossen waren. So mussten die Schüler anfänglich zum Essen in das ehemalige Ausflugslokal „Silberburg“ gehen, das als Schulkantine reaktiviert wurde. Der erste Schulleiter war Eberhard Mitzlaff. Die Schüler kamen damals zumeist von der schwäbischen Alb, auf der es keine Möglichkeit gab weiterführende Schulen zu besuchen, und aus einem handwerklichen oder bäuerlichen familiären Hintergrund. Zunächst eine Jungenschule, durfte sie ab 1968 auch von Mädchen besucht werden (Beginn der Koedukation). 1994 erfolgte die Umstellung vom Aufbau- in ein Ganztagesgymnasium. 2009 benannte sich die Schule in „Schulen am Firstwald“ um. Das Internat wurde neu eröffnet und ein Realschulaufsatz installiert.
Die Schule durchlebte Anfang der 2000er Jahre eine Krise, als die kirchliche Finanzierung gekürzt wurde. 2004 wurde Helmut Dreher Rektor der Schule. 2009 kam eine Grundschule zur Firstwaldschule hinzu.

## Pädagogisches Konzept

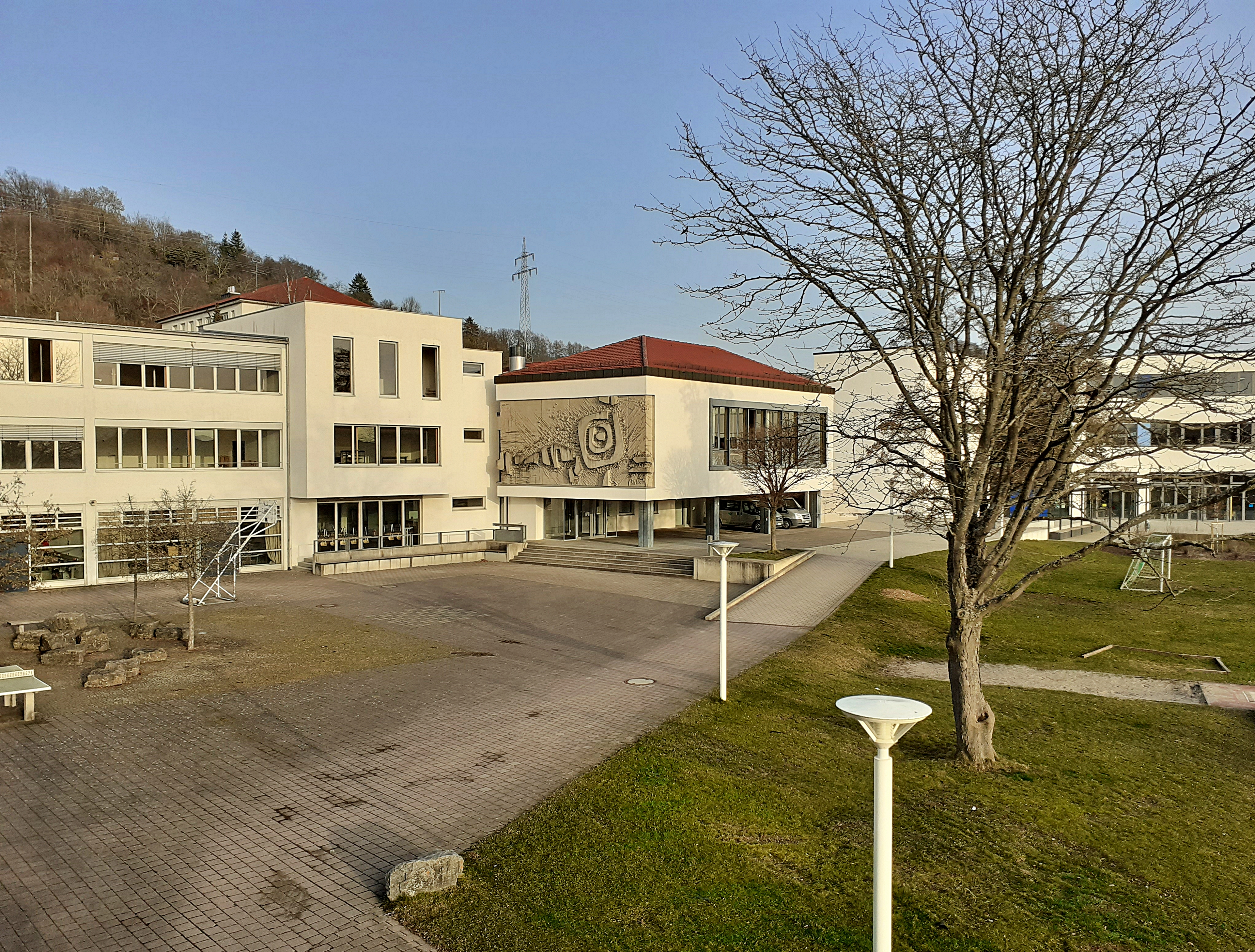
Das Evangelische Firstwald-Gymnasium (2021)

Die Firstwald-Schulen gehen von einem „christlichen Menschenbild“ aus. Mit diesem Menschenbild, nicht unbedingt mit dem christlichen Glauben, sollen sich die Schüler unabhängig von ihrem religiösen Hintergrund identifizieren. Generell kommt nur rund ein Drittel der Schüler an evangelischen Gymnasien in Württemberg aus dem „christlichen Milieu“.
Die Schule hat den Anspruch, die Verantwortung an Lehrer und Schüler neu zu verteilen. Dazu gehören auch heterogene Lerngruppen und Integration. Hochbegabte sollen neben Schülern mit Lernschwächen lernen und Rollstuhlfahrer neben jungen Leistungssportlern.
Ein Teil der Lehrerschaft lebt auf dem Schulgelände.

### Grundschule
Die Evangelische Grundschule am Firstwald orientiert sich an der Jena-Plan-Pädagogik (nach Peter Petersen) und greift in ihrem Konzept weitere reformpädagogische Ansätze auf. Dazu gehören vor allem offene Arbeitsformen, Projektunterricht und lebenspraktisches Lernen (sogenannte „Weltorientierung“). Die Grundschule hat im Schuljahr 2009/2010 mit der ersten Jahrgangsstufe begonnen und umfasst seit dem Schuljahr 2012/13 die Klassenstufen 1–4 in jahrgangsübergreifenden Lerngruppen.

### Innerschulische Demokratie
In den Firstwaldschulen gibt es einen sogenannten Konvent, der mit acht Lehrern und acht Schülern mit gleicher Stimmberechtigung besetzt ist. Er berät die Schulkonferenz (Lehrer, Schüler, Eltern) und vermittelt zwischen Lehrerrat, Schulleitung und SMV. Der Konvent tagt sechs Mal im Schuljahr. Vorbild für die paritätische Mitbestimmung war das Montan-Mitbestimmungsgesetz von 1951.

## Besonderes
Das Firstwald-Gymnasium erhielt 2010 den Deutschen Schulpreis in der Kategorie „Preis der Akademie“ für sein besonderes Konzept zur Weiterentwicklung.